# 顾秀林
顾秀林（1950年5月—），中国农学家、顾准之女。

## 生平
1981年考入中国社会科学院研究生院，学习农业经济学，毕业后供职于中国社会科学院农村发展研究所。1999年，获美国夏威夷大学农业与资源经济学博士学位。2001年，任职于中国社会科学院农村发展研究所。2003年，担任北京工业大学人文学院教授。2007年后，任云南财经大学社会与经济行为研究中心特聘教授，主要研究领域为农业发展、全球化和经济人类学。其公开反对转基因食品。